# Viacheslav Yanovski
Viacheslav Yanovski –en ruso, Вячеслав Яновский; en bielorruso, Вячаслаў Яноўскі, Viachaslau Yanouski– (Vítebsk, 24 de agosto de 1957) es un deportista bielorruso que compitió para la URSS en boxeo.
Participó en los Juegos Olímpicos de Seúl 1988, obteniendo una medalla de oro en el peso superligero. Ganó dos medallas en el Campeonato Europeo de Boxeo Aficionado, plata en 1987 y bronce en 1985.
En febrero de 1990 disputó su primera pelea como profesional. En su carrera profesional tuvo en total 32 combates, con un registro de 30 victorias, una derrota y un empate.

## Palmarés internacional
| Representando a la URSS |                      |                   |           |
| Juegos Olímpicos        |                      |                   |           |
| Año                     | Lugar                | Medalla           | Categoría |
| 1988                    | Seúl (Corea del Sur) | Medalla de oro    | 63,5 kg   |
| Campeonato Europeo      |                      |                   |           |
| Año                     | Lugar                | Medalla           | Categoría |
| 1985                    | Budapest (Hungría)   | Medalla de bronce | 63,5 kg   |
| 1987                    | Turín (Italia)       | Medalla de plata  | 63,5 kg   |